# Yuexiu Financial Tower
Yuexiu Financial Tower (越秀金融大厦) — высотное здание в районе Нового города Гуанчжоу (Zhujiang New Town) в провинции Гуандун, Китай. До 26 мая 2014 года имело название Guangzhou Fortune Center (财富中心). С высотой в 309,4 метра является 70-м по высоте зданием в Азии и 89-м по высоте в мире (по состоянию на 2015 год).
Строительство велось основным застройщиком района, компанией Yuexiu Property. Торжественная закладка первого камня состоялась 9 марта 2011 года, крыша закончена 15 июня 2013 года; 23 октября 2013 года открылся офис продаж площадей бизнес-центра.

## Описание
Высота здания 309,4 метра. Площадь застройки — 10836 м², общая площадь помещений 211457 м².
Конструкция включает в себя центральное ядро с лифтами и лестницами, по периметру здания установлены опорные колонны. Межопорное расстояние — 9 м по длинной стороне здания и около 13,5 м по короткой стороне. Расчётная нагрузка на пол — 350 кг на м².
Всего в здании 73 этажа: 4 подземных этажа — парковка на 869 автомобилей, 3 первых — лобби. Этажи под номерами 14, 32 и 50 — торговые помещения, 69-й этаж — зимний сад; остальные этажи — офисные помещения разных категорий.
Высота от пола до пола на офисных этажах 4,2 метра, от пола до потолка 3 метра. Высота от пола до пола на торговых этажах 4,8 метра, от пола до потолка 3,3 метра. Высота потолка лобби — 15,6 метра.
Потолки металлические с шумоподавлением, оборудованные источниками света, детекторами дыма, датчиками температуры, противопажарными спринклерами. Система центрального кондиционирования с водяным охлаждением предполагает температуру 18° в холодное время года и 26° летом.
Внешние стены целиком стеклянные, низкоэмиссионный стеклопакет с аргоном. Внутренние стены покрыты латексной краской или обоями. Освещение — лампы дневного света с антибликовыми рассеивателями.

### Электрическая подсистема здания
Система рассчитана на расход энергии в количестве 80 Ватт на метр². Мощность — 24200KVA. В качестве источника резервного питания выступают три дизель-генератора мощностью по 1500KW производства компании Wilson. Источник бесперебойного питания — 2 UPS производства компании Emerson по 160KVA каждый.
Система заполняющей подсветки позволяет проецировать на главный фасад здания, обращённый на площадь, изображения во всю высоту постройки.

### Лифты
Всего в здании установлено 43 лифта производства компании OTIS, в том числе 4 двухэтажных лифта с максимальной скоростью 8м/с. Предполагается, что время ожидания лифта не будет превышать 30 секунд.
| Количество (шт.) | Стартовый этаж (N) | Первая остановка | Последняя остановка | Грузоподъемность (чел.) | Скорость (м/с) |
| ---------------- | ------------------ | ---------------- | ------------------- | ----------------------- | -------------- |
| 4                | b4                 | b4               | 4                   | 21                      | 1,75           |
| 8                | 1                  | 5                | 19                  | 21                      | 3,0            |
| 8                | 1                  | 20               | 32                  | 21                      | 6,0            |
| 4                | 1                  | 35               | 36                  | 30                      | 8,0            |
| 8                | 36                 | 36               | 50                  | 21                      | 3,0            |
| 8                | 35                 | 53               | 68                  | 21                      | 6,0            |
| 1                | b4                 | b4               | 69                  | 24                      | 6,0            |

## Галерея

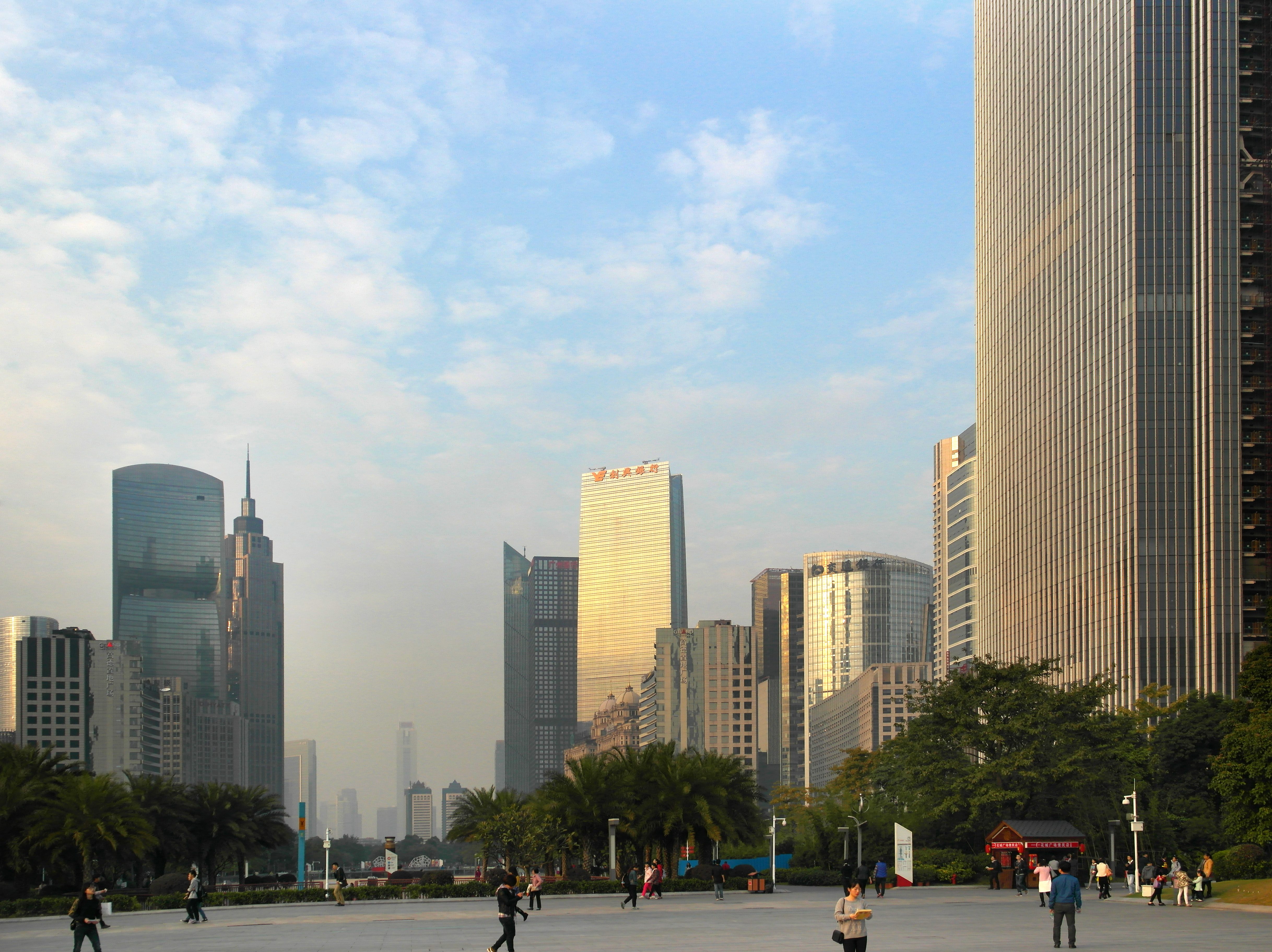
2015
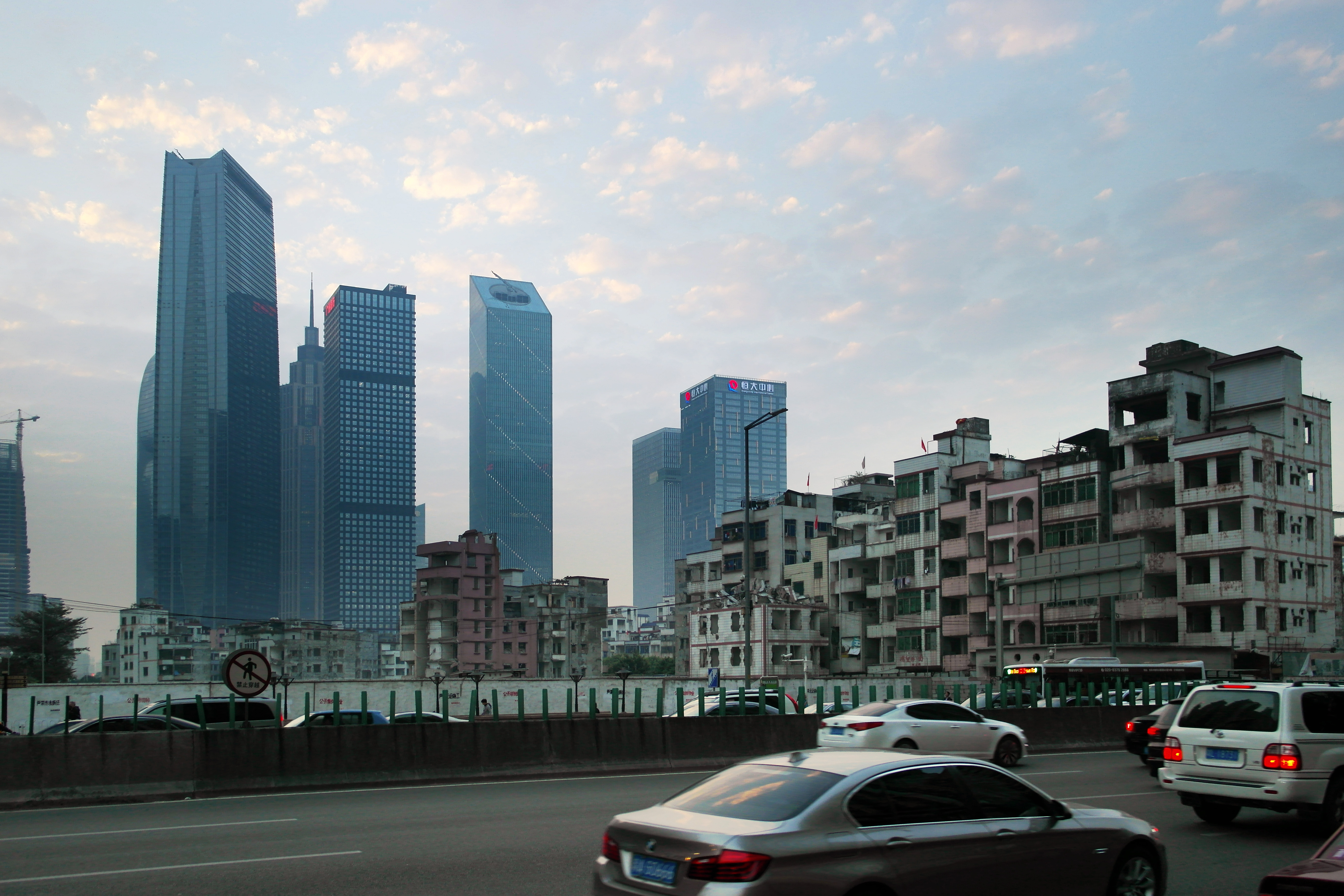
2015
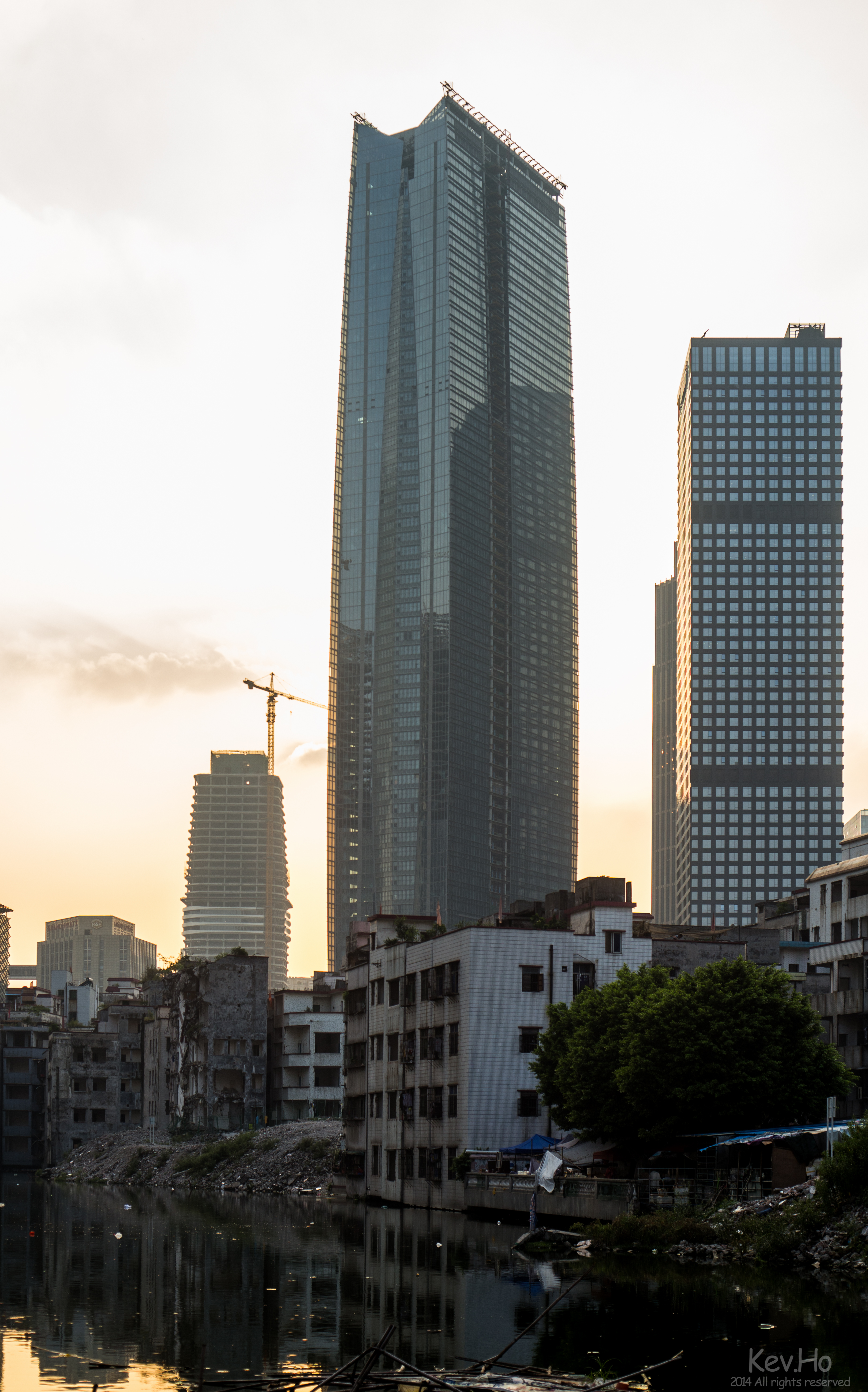
08.2014
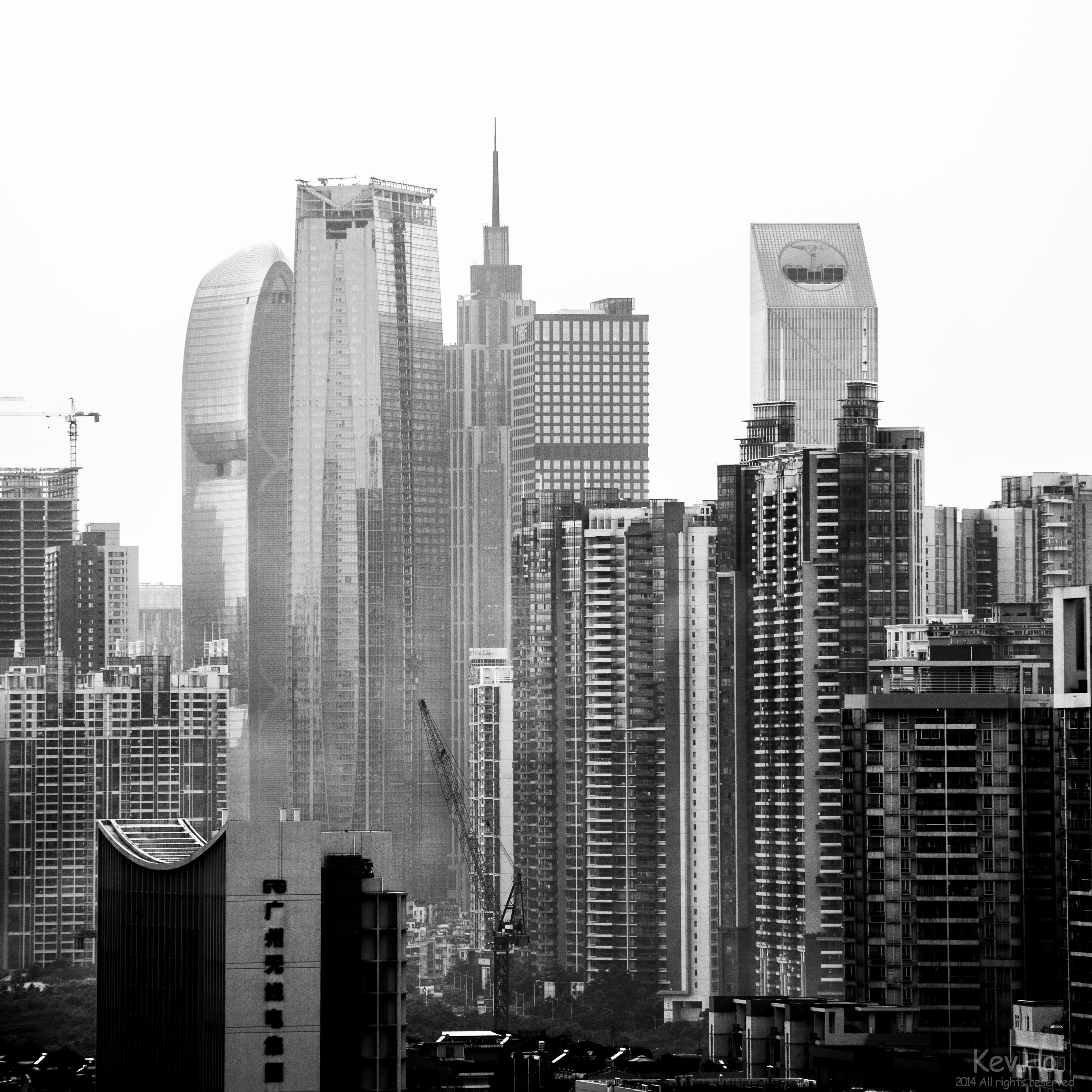
08.2014
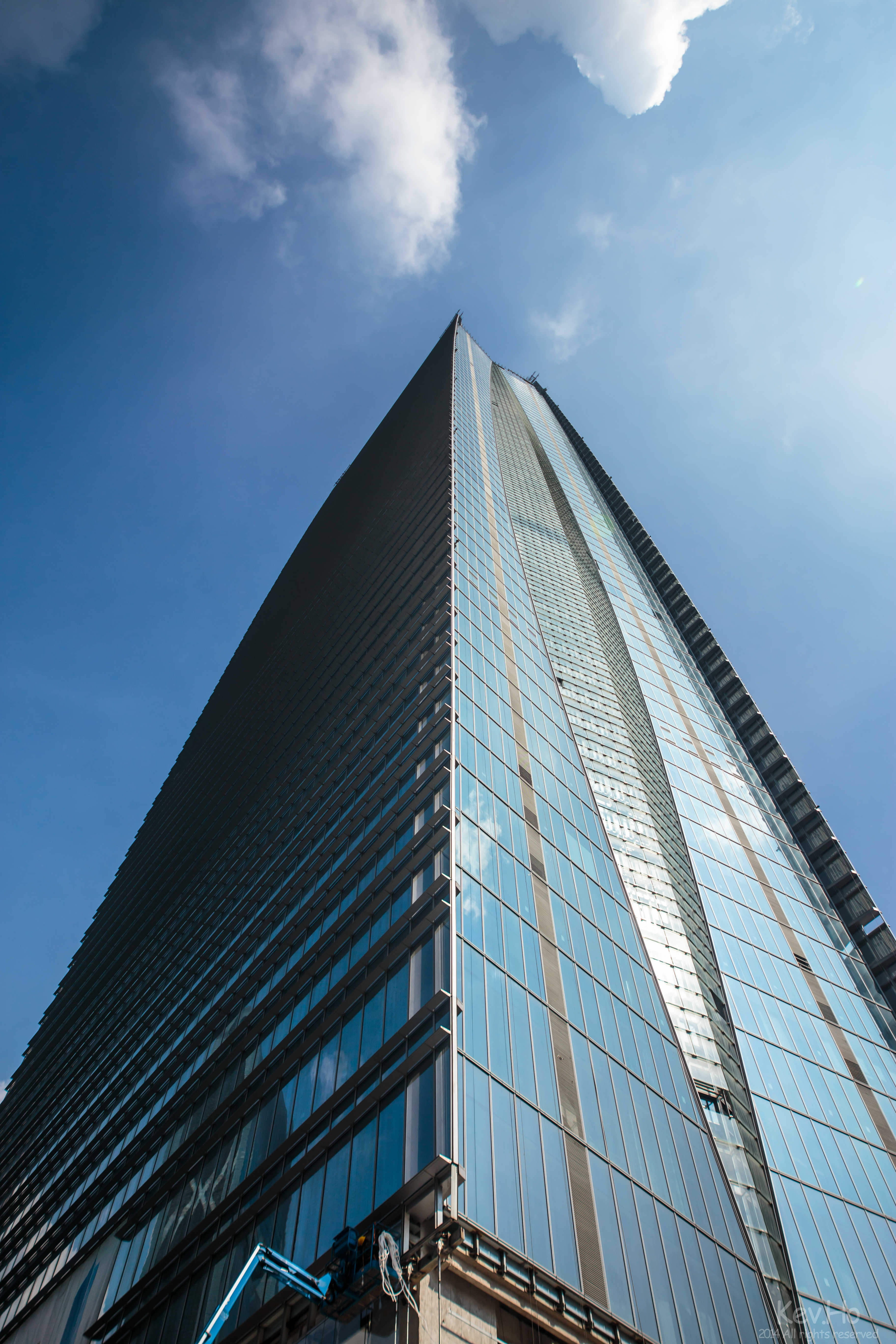
08.2014
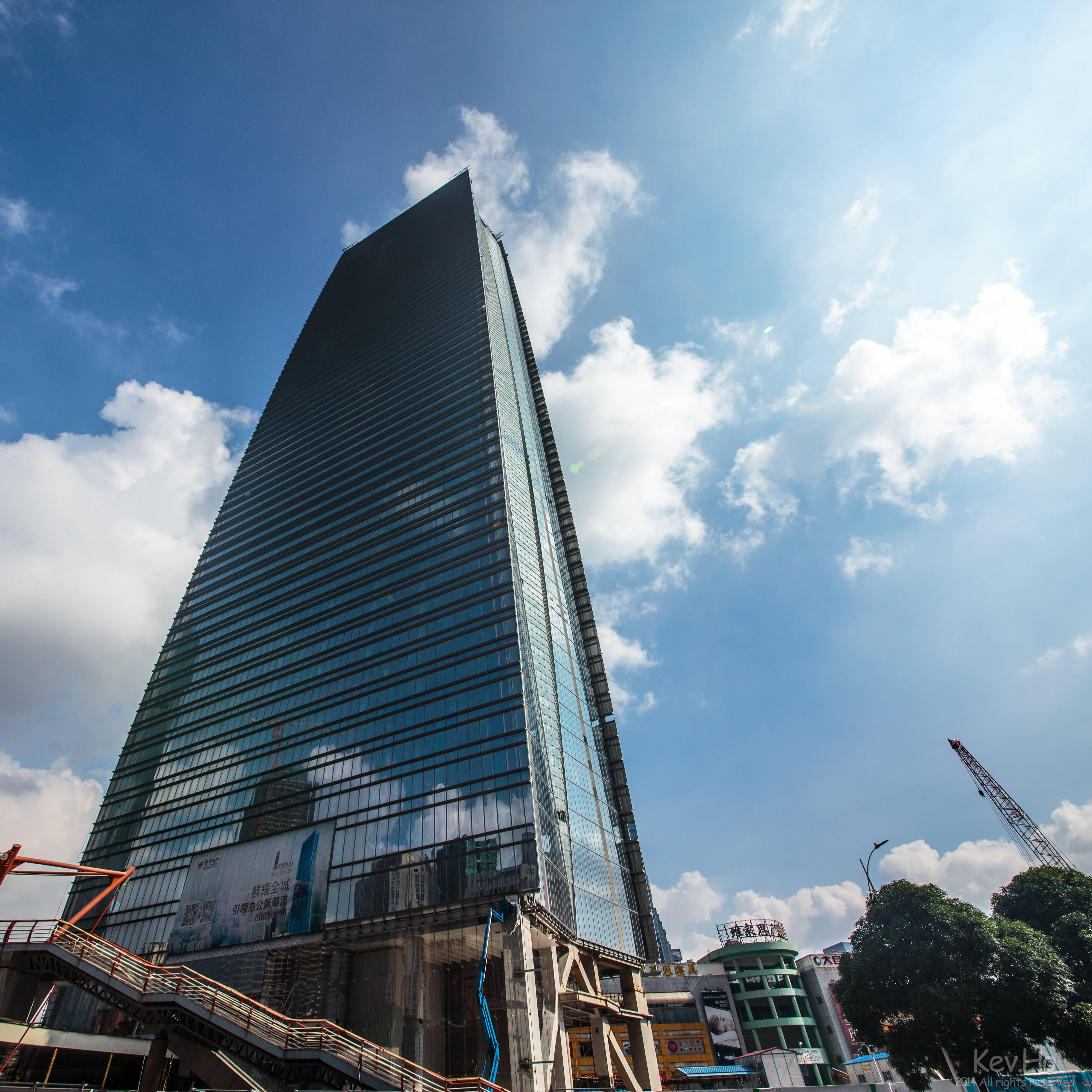
08.2014